# Pertinax (Kaiser)

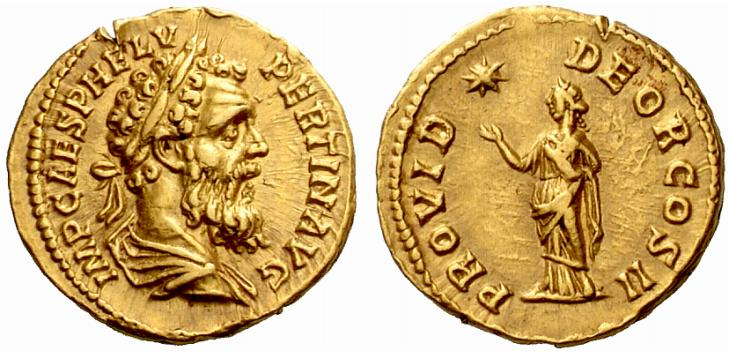
Aureus des Pertinax

Publius Helvius Pertinax (* 1. August 126 in Alba Pompeia; † 28. März 193 in Rom) war im Jahr 193 für drei Monate römischer Kaiser. Er war der erste Herrscher des zweiten Vierkaiserjahres.

## Leben

### Herkunft und Karriere als Ritter
Pertinax war Sohn eines Freigelassenen aus Ligurien. Er wurde zunächst Lehrer und trat um 160 als Offizier in das römische Heer ein, was mit seiner Erhebung in den Ritterstand verbunden war. Er diente zunächst als Präfekt der Cohors VII Gallorum in der römischen Provinz Syria (Syrien) und nahm am Partherkrieg teil. Um 165 wurde er nach Britannia versetzt und zum Tribun der Legio VI Victrix befördert. Später war er dort vermutlich Präfekt der Cohors I Tungrorum.
Die nächste Karrierestufe war das Kommando einer Ala quingenaria (Einheit von 500 Reitern), wohl in Moesia (Mösien). Darauf wechselte er (wohl 168) zu einer zivilen Tätigkeit als procurator alimentorum in Norditalien in der niedrigsten Gehaltsstufe (60.000 Sesterzen jährlich). Um 169 war er wieder auf einem militärischen Posten, nämlich als Befehlshaber der Rheinflotte mit einem Jahresgehalt von 100.000 Sesterzen. Um 170 war er bereits Prokurator für die drei dakischen Provinzen und Moesia superior (Obermösien) in der höchsten Gehaltsklasse (200.000 Sesterzen). Seine Karriere verlief also recht schnell. In der Folgezeit bewährte er sich militärisch bei der Abwehr von ins Reich eingefallenen Germanen, die bis nach Italien vorgedrungen waren.

### Senator unter Mark Aurel
Wegen seiner militärischen Verdienste und auch dank der Unterstützung eines mächtigen Förderers, des einflussreichen Senators Tiberius Claudius Pompeianus, wurde Pertinax um 170 durch eine adlectio im Rang eines gewesenen Prätors in den Senat aufgenommen. Pompeianus war seit 169 der Schwiegersohn des damals regierenden Kaisers Mark Aurel. Er stammte aus der Provinz Syria und hatte Pertinax schon in dessen dortiger Zeit gekannt und geschätzt. Nunmehr Senator, konnte Pertinax Legat der Legio I Adiutrix werden, die in der Provinz Pannonia superior (Oberpannonien) stationiert war. Während der Markomannenkriege erwarb er sich großes Ansehen, indem es ihm gelang, die eingedrungenen Germanen völlig aus den Provinzen Raetia (Rätien) und Noricum (Norikum) zu vertreiben. Auch war er an der Offensive auf germanisches Gebiet beteiligt. Für seine Verdienste wurde er 175 mit dem Suffektkonsulat belohnt und stieg damit in die Nobilität auf. Er verwaltete verschiedene Provinzen als Statthalter, erst Moesia inferior (Niedermösien), dann Dacia (Dakien) und schließlich Syria.

### Rolle unter Commodus

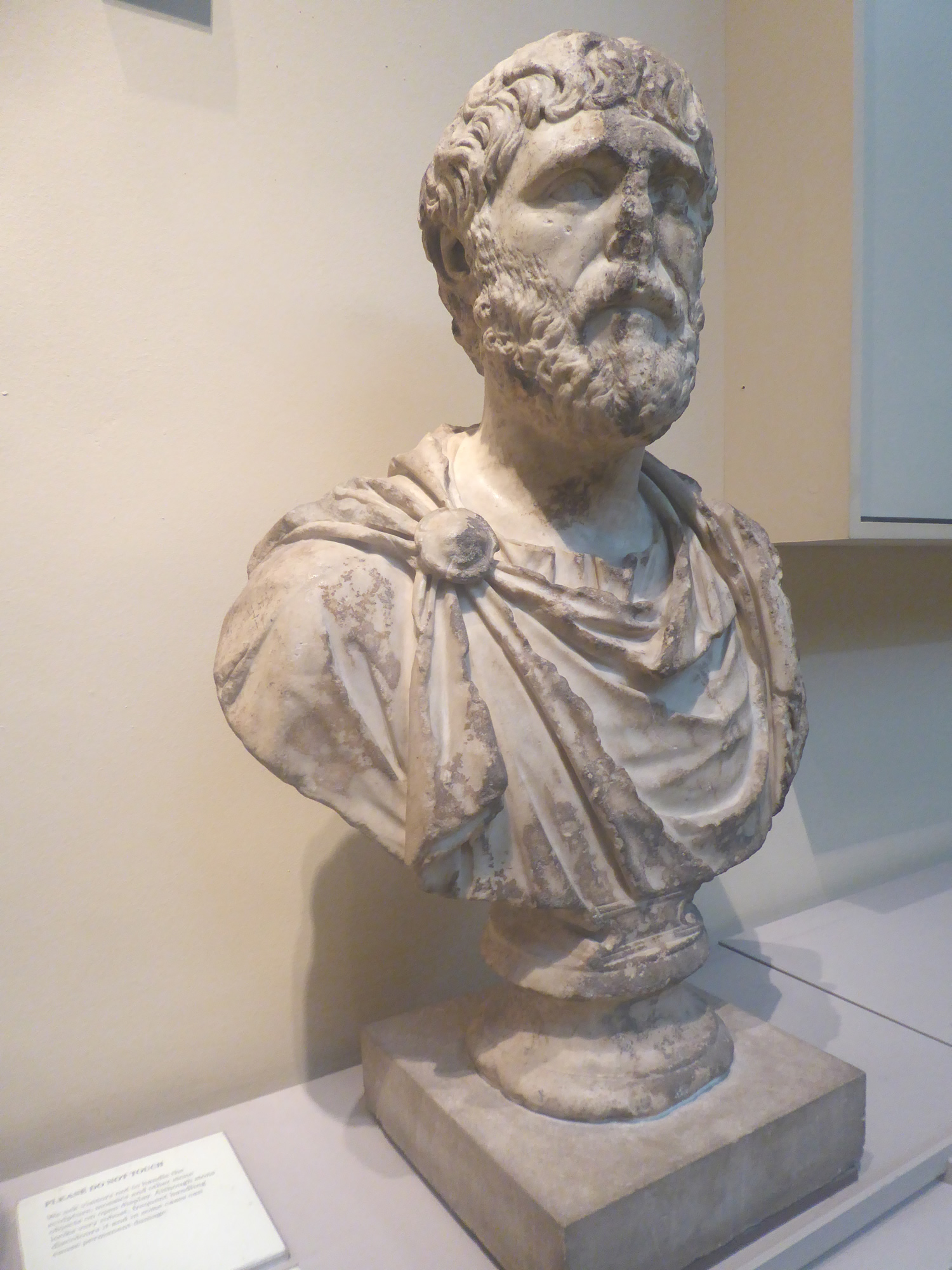
Büste aus der Villa von Lullingstone; die eventuell Pertinax darstellt, der in der Villa zeitweise gelebt haben mag

Inzwischen hatte im Jahre 180 Kaiser Commodus, der Sohn Mark Aurels, die Herrschaft angetreten. Dessen Prätorianerpräfekt Tigidius Perennis war 182–185 faktisch der mächtigste Mann im Reich, er traf die wichtigen Personalentscheidungen und sorgte dafür, dass manche Karrieren nicht fortgesetzt wurden. Pertinax wurde gezwungen, sich ins Privatleben zurückzuziehen. Er verbrachte die Jahre der Herrschaft des Perennis in seiner ligurischen Heimat und in Athen. Nach dem Sturz und Tod des Perennis 185 wurde der kaiserliche Freigelassene Marcus Aurelius Cleander sein Nachfolger als maßgeblicher Gestalter der Politik des Commodus. Im Rahmen des damit verbundenen personalpolitischen Kurswechsels konnte Pertinax in den Staatsdienst zurückkehren und war 185–187 Statthalter von Britannien, wo er sich durch die souveräne Beendigung einer Soldatenmeuterei erneut Ansehen verschaffte. 188–189 verwaltete er als Prokonsul die Provinz Africa, wobei er sich hier durch übertriebene Strenge unbeliebt gemacht haben soll, danach wurde er Stadtpräfekt von Rom und erklomm damit den Höhepunkt einer senatorischen Laufbahn.
190 wurde Commodus’ Günstling Cleander, der sich durch skandalösen Ämterverkauf verhasst gemacht hatte, gestürzt. Cleanders Gegner sorgten angeblich für eine künstliche Getreideverknappung in Rom, für die er verantwortlich gemacht wurde, so dass Unruhen und Kämpfe ausbrachen. Um die Menge zu beruhigen, ließ Commodus Cleander hinrichten. Dem Stadtpräfekten Pertinax kam in dieser Krise eine Schlüsselrolle zu. Offenbar ging er gestärkt aus den Wirren hervor. 192 bekleidete er als Kollege des Kaisers das ordentliche Konsulat, eine große Ehre.

### Erhebung zum Kaiser
191 wurde der neue Prätorianerpräfekt Aemilius Laetus der eigentliche Machthaber im Hintergrund. Er beschloss, sich des Commodus zu entledigen, um dem Schicksal seiner Vorgänger, die den unablässigen Intrigen zum Opfer gefallen waren, zu entgehen und stattdessen selbst einen neuen Kaiser seiner Wahl einzusetzen. Am 31. Dezember 192 wurde Commodus auf seine Veranlassung ermordet. Laetus sorgte umgehend dafür, dass Pertinax zum neuen Kaiser ausgerufen wurde.
Da Laetus sowohl für den Mord an Commodus verantwortlich war als auch Pertinax als Nachfolger auswählte und durchsetzte, scheint eine Beteiligung von Pertinax an der Verschwörung gegen den Kaiser möglich. Die Meinungen darüber gehen jedoch auseinander, denn die Quellenlage erlaubt kein sicheres Urteil.

### Regierung und Tod
Pertinax regierte nur knapp drei Monate, in denen es zu mehreren Meutereien und Verschwörungen kam. Seine Position war äußerst prekär, da er keine eigene Machtbasis hatte, sondern völlig auf das Wohlwollen der Prätorianer und hauptstädtischen Soldaten angewiesen war, während Laetus angeblich beabsichtigte, weiterhin aus dem Hintergrund die Fäden zu ziehen.
Da Commodus während seiner langen Herrschaft die Regierungsgeschäfte vernachlässigt hatte, waren nicht nur die Staatsfinanzen zerrüttet, sondern auch der Respekt vor dem Amt des Kaisers und den traditionellen Autoritäten weitgehend abhandengekommen. Dass Pertinax großes Ansehen bei den Senatoren genoss, militärischen Ruhm vorzuweisen hatte und in der Stadtbevölkerung populär war, nutzte ihm unter diesen Umständen wenig. Er wurde am 28. März 193 von meuternden Soldaten der Prätorianergarde erschlagen. Anscheinend handelte es sich nicht um eine Verschwörung oder einen geplanten Aufstand, sondern nur um eine chaotische Aktion, die durch die allgemeine Disziplinlosigkeit ermöglicht wurde: Als Laetus, angeblich auf Befehl des Kaisers, einige Prätorianer aufgrund von Vergehen hinrichten ließ, meuterten die übrigen aus Furcht vor weiteren Bestrafungen. Etwa zweihundert von ihnen drangen, ohne auf Widerstand zu stoßen, in den Palast ein. Pertinax, der sich wie bereits 185 in Britannien auch jetzt den Meuterern mutig und unbewaffnet in den Weg stellte, wäre es durch sein Auftreten und seine Autorität beinahe gelungen, den Aufruhr zu beenden. Der Zeitzeuge Cassius Dio berichtet:

„In der Hoffnung, die Meuterer durch sein Erscheinen einzuschüchtern und durch seine Worte zu gewinnen, trat er den Angreifern entgegen, die sich schon im Inneren des Palastes befanden. (…) Als nun die Soldaten den Kaiser erblickten, fühlten sie alle, bis auf einen einzigen, Scham. Sie senkten ihre Blicke und steckten beschämt die Schwerter in die Scheiden. Erst als der eine Mann plötzlich mit dem Ruf ‚Dies schickt dir die Garde!‘ vorstürmte und Pertinax einen Schwertstreich versetzte, hielten sich auch seine Kameraden nicht mehr zurück und machten den Kaiser nieder.“

Septimius Severus, der sich im anschließenden Bürgerkrieg gegen mehrere Konkurrenten durchsetzen konnte und neuer Alleinherrscher (193–211) wurde, ließ Pertinax, als dessen Rächer er auftrat, im Rahmen des Kaiserkults zum Gott (divus) erheben.

## Familie
Pertinax war mit Flavia Titiana verheiratet, einer Tochter des Titus Flavius Sulpicianus, den er als Kaiser zum Stadtpräfekten ernannte. Von ihr hatte er einen gleichnamigen Sohn, der als Pertinax Caesar bekannt ist, da ihm der Senat, vorgeblich gegen den Willen des Vaters, nach dessen Erhebung den Titel Caesar verlieh. Pertinax war laut der Historia Augusta auch nicht damit einverstanden, dass seine Frau vom Senat den Titel Augusta erhielt, zumal sie in schlechtem Ruf stand; dennoch ist sie inschriftlich und auf Münzen als Augusta bezeugt, und auch diese Erhebung war in Wahrheit sicherlich nicht gegen den Willen des Kaisers erfolgt. Das Ehepaar hatte auch eine Tochter, deren Name nicht bekannt ist. Die Familie des Pertinax überlebte seine Ermordung.